# デザイアー・ストリート

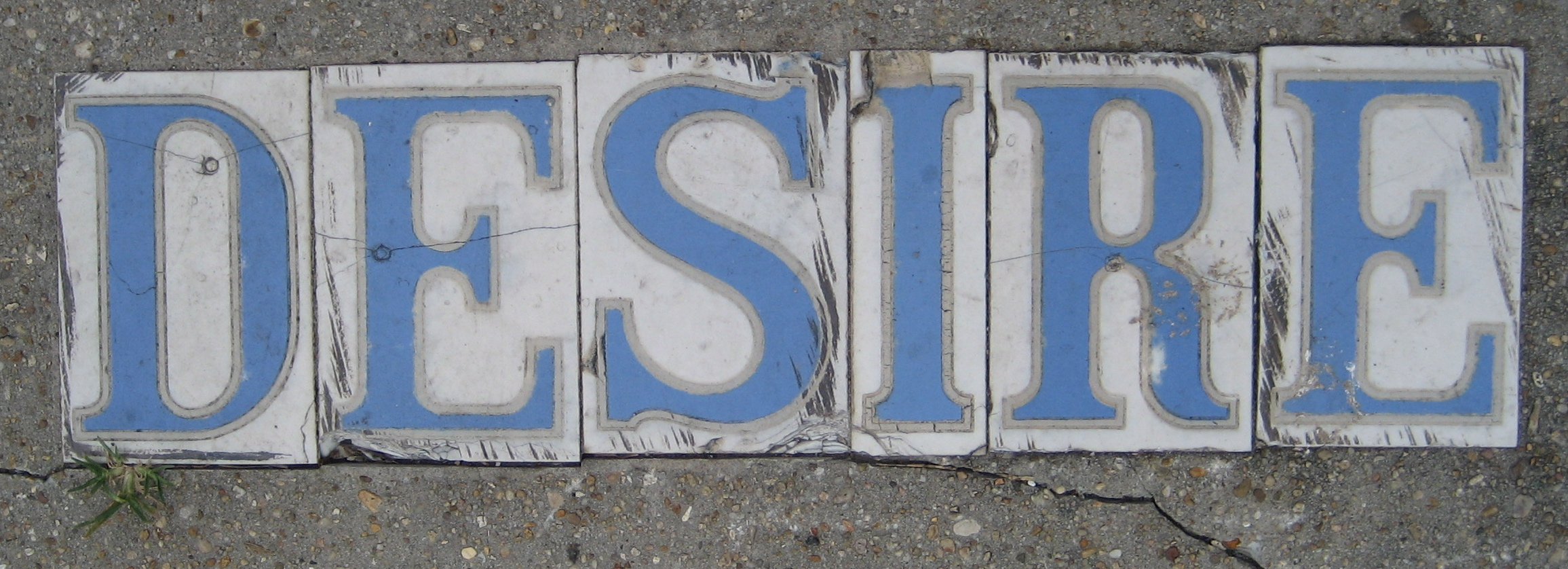
デザイアー・ストリートの名前を表示したタイル (ニューオーリンズのバイウォーター地域にて)

デザイアー・ストリート (Desire Street)は、米国ルイジアナ州ニューオーリンズにある著名な通りの一つである。ナポレオンの婚約者だったデジレ・クラリー (Désirée Clary)に因んで命名されたものの、その際綴りが間違えられてしまったため、この名前になったという。
「デザイアー」は英語で「欲望」を意味し、テネシー・ウィリアムズによる有名な戯曲「欲望という名の電車」は、この通りの路面電車のことを意味している。また、この通りの名前はジェッド・ホーン、ジョン・チャーチル・チェイスの本のタイトルにもなっている。
ニューオーリンズのナインス・ワード (第9地区)のデザイアー地域、またその地域のデザイアー団地はこの通りの名前から命名されている。